# マルヤス (三重県)
株式会社マルヤス (Maruyasu co., Ltd.)は、三重県津市に本社を置く食料品スーパーマーケットの運営企業である。食品スーパーマーケット事業は地域密着型「マルヤス」、ディスカウント型「ベーシック」「ベーシックプレミアム」「B-MART（ビーマート）」、高級食品を中心に扱う「サポーレ」及びフルーツ専門店の運営を行っている（2007年以降、「サポーレ」事業は分社化された株式会社サポーレが運営）。CGCグループ加盟スーパーである。大阪府高槻市に本社を置くスーパーマーケット株式会社マルヤスと全く同じ社名であり、両社ともCGCグループに加盟しているが、全くの別会社である。

## 沿革
- 1946年（昭和21年）4月 - マルヤス食料品店として設立する。
- 1968年（昭和43年） - 株式会社に組織変更し、現社名に変更する。
- 1987年（昭和62年）2月 - 資本金1,200万円に増資する。
- 1989年（平成元年） - 資本金4,800万円に増資する。
- 2007年（平成19年） - 株式会社サポーレを分社化[2]
- 2015年（平成27年）
  - 8月17日 - 愛知県知多郡東浦町に本社を置くスーパーマーケット運営企業のマルスフードショップを買収、子会社化[1]。
  - 9月25日 - 電子マネー「CoGCa」（コジカ）の利用開始[1]。

## 店舗

### 自社運営店舗
マルヤス
- 三重県津市 - 山手通り店、久居店（閉店）、パレス店（2019年12月末日をもって閉店）

ベーシック
- 津市 - 島崎店（旧コスモス島崎店）、南が丘店（旧マルヤス南が丘店）、一身田店（旧コスモス一身田店）、芸濃店（旧マルヤス メルヴィ芸濃店）、久居インター店（旧コスモス久居インター店）
- 三重県松阪市 - 松阪店（旧コスモスプラス松阪店）、松阪川井町店（旧コスモス松阪川井町店）
- 三重県亀山市 - 亀山店（旧マルヤス メルヴィフードホール亀山店）、関店（旧フーズアイランド関店、シジシー・ショップ東海から事業移管）

ベーシックプレミアム
- 三重県鈴鹿市 - 西条店（旧マルヤス西条店）

B-MART
- 三重県津市 - 橋南店（旧マルヤス橋南店）

イタリアーノ
イタリアンレストラン。
- 三重県津市 - 山の手通り店

### 株式会社サポーレ
サポーレ
- 三重県津市 - 津松菱店
- 愛知県名古屋市瑞穂区 - 瑞穂店
- 愛知県名古屋市熱田区 - 熱田伏見通り店

ア・メルベイユ
フルーツタルトを主力商品とする菓子店。
- 愛知県名古屋市瑞穂区

### マルスフードショップ株式会社
にぎわい市場マルス
愛知県の知多半島・西三河地方に展開している。